# Фјорано ал Серио
Фјорано ал Серио (итал. Fiorano al Serio) је насеље у Италији у округу Бергамо, региону Ломбардија.
Према процени из 2011. у насељу је живело 3057 становника. Насеље се налази на надморској висини од 392 м.

## Становништво
Према резултатима пописа становништва 2011. у општини је живело 3.071 становника.
| 1936. | 1951. | 1961. | 1971. | 1981. | 1991. | 2001. | 2011. |
| ----- | ----- | ----- | ----- | ----- | ----- | ----- | ----- |
| 2.072 | 2.431 | 2.450 | 2.566 | 2.426 | 2.504 | 2.904 | 3.071 |